# Mitoura sweadneri
Mitoura sweadneri is een vlinder uit de familie van de Lycaenidae. De wetenschappelijke naam van de soort is voor het eerst geldig gepubliceerd in 1944 door Chermock.